# Dandy in the Underworld
| Recensione | Giudizio |
| ---------- | -------- |
| AllMusic   | [ 1 ]    |
| Pitchfork  | 7.9/10   |
| Sounds     | [ 3 ]    |

Dandy in the Underworld è il dodicesimo ed ultimo album discografico del gruppo musicale rock britannico T. Rex, pubblicato nel marzo 1977. Il disco è prodotto dall'autore e vocalist Marc Bolan, deceduto in un incidente stradale nel settembre dello stesso anno.

## Tracce
Tutte le tracce sono di Marc Bolan.
1. Dandy in the Underworld – 4:33
2. Crimson Moon – 3:22
3. Universe – 2:43
4. I'm a Fool For You Girl – 2:16
5. I Love to Boogie – 2:14
6. Visions of Domino – 2:23
7. Jason B. Sad – 3:22
8. Groove a Little – 3:24
9. The Soul of My Suit – 2:37
10. Hang Ups – 3:28
11. Pain and Love – 3:41
12. Teen Riot Structure – 3:33